# Johannes Buteo
Pour les articles homonymes, voir Buteo (homonymie) et Borrel.
Johannes Buteo, ou encore Jean Buteo, Jean Borrel, né en 1492, à Charpey (paroisse de Bésayes), dans le Dauphiné et mort entre 1564 et 1572 (probablement à cette date) à Cenar, près de Romans-sur-Isère, est un mathématicien français ; contemporain de Ramus, il préfigure par l'écriture syncopée de sa logistica les travaux de Guillaume Gosselin, Jacques Peletier du Mans et la logistique spécieuse de François Viète.

## Biographie

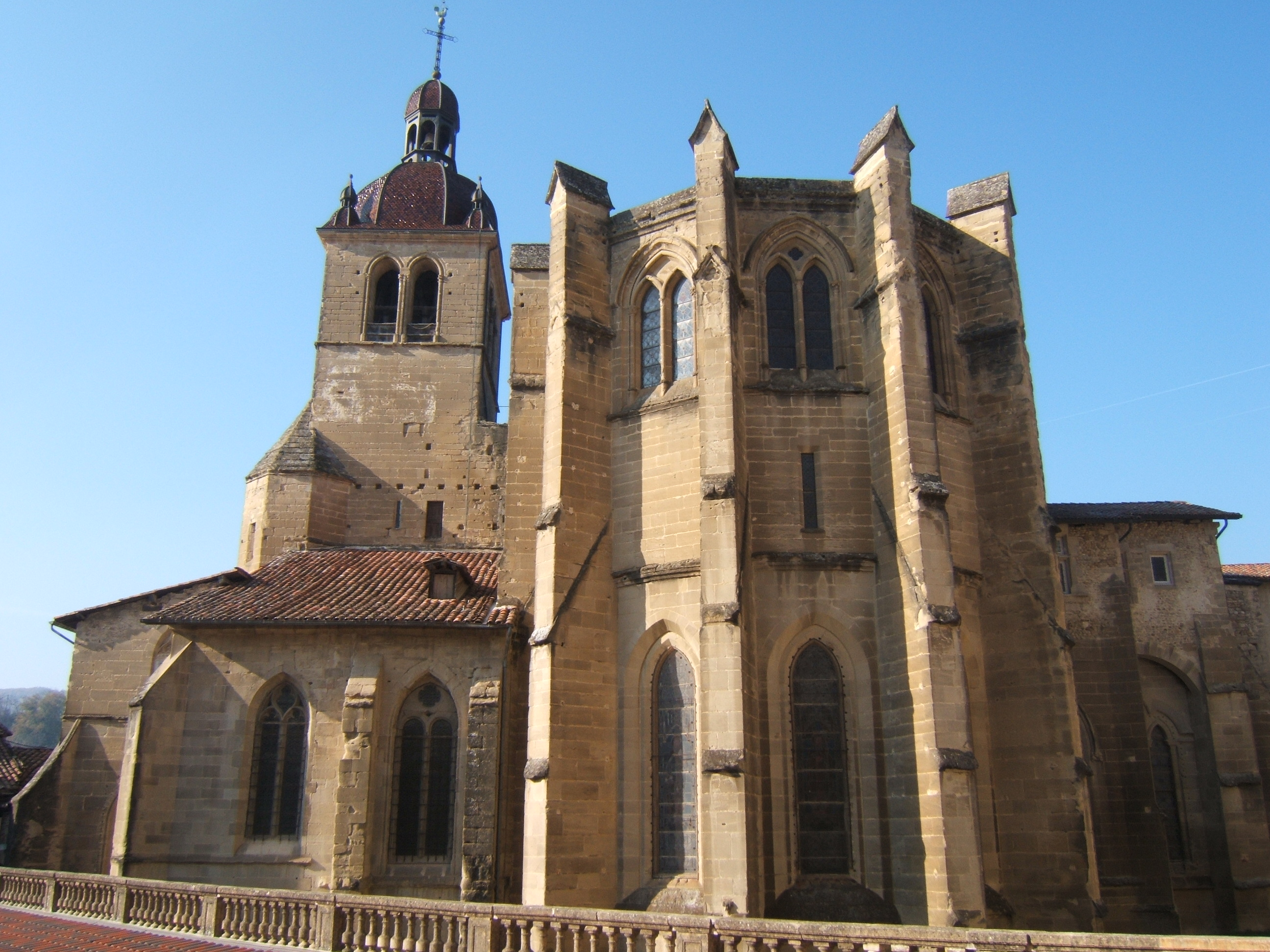
l'abbatiale des Antonins

Fils d'un seigneur d'Espenel dans la Drôme mais d'origine allemande, Jean Borrel, à la nombreuse fratrie, ne veut pas être à la charge de ses parents. Il entre comme chanoine régulier à l'Abbaye Saint-Antoine autour de 1508, y étudiant les langues anciennes et les mathématiques, jusqu'à pouvoir lire Euclide en grec.
En 1522 il est envoyé à Paris compléter ses études sous la férule de son compatriote Oronce Finé, mais en 1528, il retourne dans son abbaye et y devient père Abbé. Enfin, passé soixante ans, il commence à publier ses ouvrages, principalement sur la géométrie et l'arithmétique. 
Célèbre pour avoir réfuté ceux qui prétendaient avoir trouvé la solution de la quadrature du cercle, y compris Oronce Finé son maître, Buteo est également un fabricant d'instruments. Il s'occupe aussi bien de décrypter les codes de serrures à clefs que de construire des cadrans solaires dont on garde encore aujourd'hui la trace. On lui doit encore dans un de ses ouvrages de s'être penché sur la structure de l'arche de Noé... et les partages après divorce. Une polémique l'oppose à Peletier du Mans, qui ferraille contre lui dans sa lettre à Razallium  (in le De occulta parte numerorum). En retour, Buteo critique sévèrement les Euclidis elementa demonstrationum (1557) de Jacques Peletier.
Lors des guerres de religion, il doit quitter son abbaye et trouver refuge près de Romans, où il meurt de chagrin et d'ennui peu après son arrivée.

## Publications

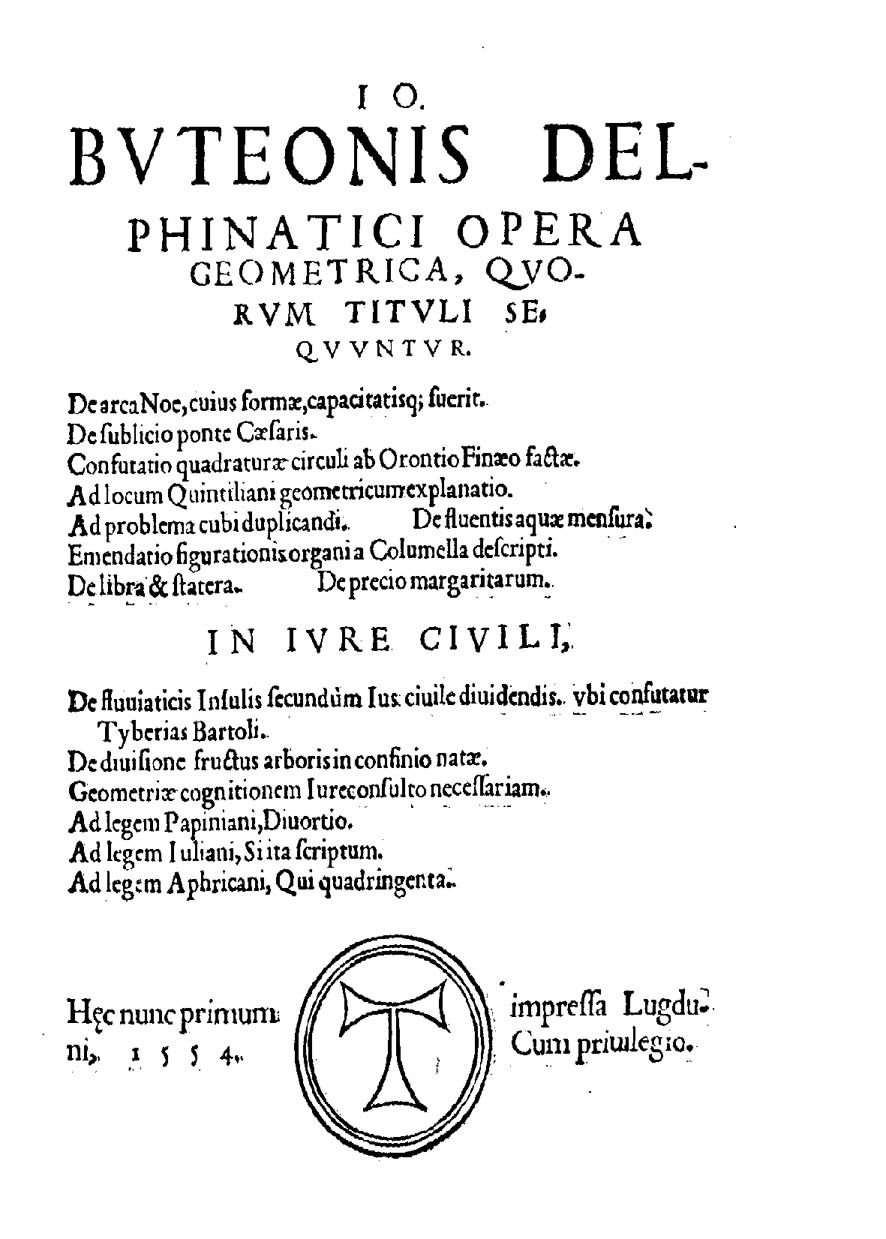
Opera geometrica, 1554

- Opera Geometrica. Lyon, Thomas Bertellus,. 1554[6], réédité en 1559 chez  Michel Jovius, disponible sur Gallica ou ici
Dans cet ouvrage, divisé en quinze partie, Buteo donne dans les neuf premiers articles des problèmes touchant à la mécanique, à l'arithmétique et à la géometrie ; on remarquera l'article sur le pont de César de Sublicio Ponte Csesaris mais aussi des œuvres touchant aux îles et aux fleuves (De fluentis Aquae Mensura ; de fluviaticis Insulis). Dans l'article “Ad problema cubi duplicandi” , le plus original, Buteo dénonce les erreurs de Michael Stifel relatives à la  duplication du cube et donne sa propre approximation de la racine cubique de deux. On y retrouve aussi un article sur la forme de l'arche de Noë (De Arca Noe). Dans les six derniers articles, il étudie des problèmes "juridiques" de partage de terres et d'héritages, de Geometriae Cognitione Jureconsulto necessaria le premier travail occidental de cette facture d'après Sotheran[7].
- logistica quae et arithmetica Vulgo dicitur.. Lyon Guillaume Rouillé, 1559.
Le Logistica est le travail le plus important de Buteo. Il est divisé en cinq livres qui traitent de l'arithmétique, l'algèbre. Les termes tels que "million" et "zéro", et des symboles tels que p et m pour + et - spectacle indique une influence italienne. Il y a une description du traitement d'équations linéaires simultanées, avec des notations empruntées à Michael Stifel ; il y a aussi des approximations de la racine carrée et de la racine cubique influencé par Nicolas Chuquet selon Estienne de La Roche, ainsi que la description du cylindre de Butéo, ou  sera buteonica.
- Dans De quadratura circuli
"Buteo réfute les prétentions de ceux qui ont prétendu avoir trouvé la solution de la quadrature du cercle, plus particulièrement ceux de son maître, Oronce Fine. Par contraste, il discute favorablement des approximations trouvées par Bryson d'Héraclée, Archimède, et Ptolémée. Il mentionne aussi deux valeurs approximatives du nombre pi ".  On y trouve également une mise en forme littérale d'équation du premier et du second degré. Il est disponible ici.
- De quadratura circuli libri duo, ubi multorum quadraturae confutantur, & abomnium impugnatione defenditur Archimedes. Ejusdem annotationum opuscula in errores Campani, Zamberti, Orontij, Peletarij, Jo. Penae interpretum Euclidis. Lyon, Guillaume Rouillé, 1559.
C'est dans cet ouvrage qu"'l démontre que l'auteur des démonstrations des "Éléments" d'Euclide n"était pas Théon comme on le croyait alors, mais Euclide lui-même. Il y repose les questions de l'angle des tangentes à un cercle, proposé par Euclide dans son livre III, et qui feront l'objet de débats avec Christopher Clavius et Jacques Peletier du Mans. Disponible également sur Gallica.
- On connaît également de lui un texte sur l'ouverture des serrures par combinaison de clefs. A lire ici sur Numdam.org et une étude sur la balance, cité par le père Mersenne dans son traité de la musique[8].

- Apologia adversus epistolam Jacob Peletarii, Lyon, chez Michel Jovius, 1562.